# 雷多万
雷多万，是西班牙巴伦西亚自治区阿利坎特省的一个市镇。总面积9km2，总人口5860人（2001年），人口密度651人/km2。